# Andrei Vizanti
Andrei Vizanti (* 4. Mai 1844 in Iași; † im 20. Jahrhundert) war ein rumänischer Politiker, Romanist, Rumänist und Hispanist.

## Leben und Werk
Vizanti studierte in Iași und ging 1864 mit seinem Lehrer Vasile Alexandrescu Urechia (dessen Lieblingsschüler er war) nach Bukarest. Ab 1866 studierte er mit einem Stipendium (auf den Spuren seines Lehrers, der mit einer Spanierin verheiratet war) an der Universität Madrid. 1868 schloss er sein Studium ab und lehrte ab 1869 dreißig Jahre lang an der Universität Iași rumänische Sprache, Literatur und Geschichte (auch als Dekan). Er wurde Abgeordneter (1878), Senator (1885)  und Vizepräsident des Senats (1890). Auf seinem Lehrstuhl ließ er sich häufig vertreten (durch Dimitrie Petrino 1876 bis 1878, Alexandru Lambrior, Aron Densușianu und  Alexandru Philippide).
In seiner Eigenschaft als Vorsitzender des Theatervereins handelte er offenbar nicht korrekt, denn er wurde 1898 zur Aufgabe seines Lehrstuhls gezwungen. Dem Vorwurf der Verschwendung öffentlicher Gelder entzog er sich 1899 durch Flucht in die Vereinigten Staaten und blieb seitdem verschollen.
Vizanti war korrespondierendes Mitglied der Rumänischen Akademie (1882–1903).

## Werke
- Estudios críticos sobre los origines de los Romanos, Madrid 1867
- Breve noticia sobre la historia de la Rumanía, Madrid  1868
- Consideraţiuni generale asupra importanţei studiului literaturei,  Iaşi 1870
- Veniamin Costaki, mitropolit Moldovei şi Sucevei. Epoca, viaţa şi operile sale (1768-1846), Iaşi 1881 (lobende Rezension in: Revue historique 25, 1884, S. 186–187)
- La réforme de l'enseignement public en Roumanie. Principes de la réforme. Analyse de la loi. Texte de projet, Bucarest 1887, Woodbridge 1993